# Gustaf Lantz
Lars Gustaf Oscar Lantz, född 1 februari 1981 i Gamla Uppsala församling i Uppsala, är en svensk politiker (socialdemokrat) och jurist. Han är ordinarie riksdagsledamot sedan 2022 (dessförinnan tjänstgörande statsrådsersättare 2017, 2018–2020 och 2020–2022), invald för Uppsala läns valkrets.

## Biografi
Lantz kandiderade i riksdagsvalet 2014 och blev ersättare. Han var tjänstgörande statsrådsersättare för Ardalan Shekarabi under perioden 24 april–31 december 2017. Lantz kandiderade även i riksdagsvalet 2018 och blev åter ersättare. Under denna mandatperiod var han tjänstgörande statsrådsersättare för Shekarabi 24 september 2018–23 augusti 2020 samt från och med 16 december 2020. Sedan valet 2022 är Lantz ordinarie riksdagsledamot.
I riksdagen är Lantz ledamot i socialutskottet sedan 2022 och suppleant i justitieutskottet. Han var ledamot i justitieutskottet 2021–2022.